# البطولات الفرنسية 1947 (كرة مضرب)
قائمة بالبطولات الفرنسية لعام 1947 (المعروفة الآن باسم دورة رولان غاروس) :

## الكبار

### فردي رجال
جوزيف أسبوث هزم  إيريك ستراغيث، النتيجة:8-6 7-5 6-4

### فردي سيدات
باتريسيا تود هزمت  دوريس هارت، النتيجة:6-3 3-6 6-4